# ぼくらはマンガで強くなった〜SPORTS×MANGA〜
『ぼくらはマンガで強くなった〜SPORTS×MANGA〜』（ぼくらはまんがでつよくなった　スポーツ・マンガ）は、NHK BS1で不定期放送されるスポーツを題材にした漫画を取り上げる番組である。

## 概要
日本の漫画作品にはスポーツを題材にした漫画が数多くあり、それに影響を受けてアスリートが多く誕生するとともに、その競技の普及にも大きな影響を持つようにまでなった。この番組は毎回ある種目を取り上げた漫画作品を取り上げ、漫画がその競技に与えた影響とは、またその作品に携わった漫画家や編集者らへのインタビューを通して、スポーツと漫画の融合について深く掘り下げていく。
2014年度にパイロット版の番組『青春!アリスポ〜SPORTS×MANGA〜』（司会・広瀬アリス。同氏の冠番組）として2回にわたり放送された。
2015年度から現題名に改題してシリーズ放送を開始し、同年度は「スポーツ・ラボ」枠にて不定期で放送された。
2016年11月より放送を再開し、毎週レギュラー放送となった。2017年度も同様に11月からの放送となり、元フィギュアスケート選手の髙橋大輔がテレビ番組初司会を担当する。
番組内のナレーションは、その漫画を原作とするアニメで主要キャラクターを演じた声優が担当することが多い。

## 放送内容
原則として初回放送として放送された日付を掲載。第3シリーズの種目欄は出演者の種目を掲載。
| #            | 放送日          | 副題                                                   | 紹介作品                                | 種目                | 出演者                                                                             | ナレーション                                   |
| パイロット版 | パイロット版    | パイロット版                                           | パイロット版                            | パイロット版        | パイロット版                                                                       | パイロット版                                   |
| ------------ | --------------- | ------------------------------------------------------ | --------------------------------------- | ------------------- | ---------------------------------------------------------------------------------- | ---------------------------------------------- |
| 01           | 2014年 8月10日  | テニスを変えた王子様                                   | テニスの王子様                          | テニス              | 広瀬アリス（司会） 松岡修造、許斐剛                                                | 皆川純子 置鮎龍太郎                            |
| 02           | 2015年 1月30日  | マエケンを生んだリアル野球漫画                         | ダイヤのA                               | 野球                | 広瀬アリス（司会） 前田健太、桑田真澄                                              | 森久保祥太郎 逢坂良太 名塚佳織                 |
| 02           | 2015年 1月30日  | マエケンを生んだリアル野球漫画                         | MAJOR                                   | 野球                | 広瀬アリス（司会） 前田健太、桑田真澄                                              | 森久保祥太郎 逢坂良太 名塚佳織                 |
| 第1シリーズ  |                 |                                                        |                                         |                     |                                                                                    |                                                |
| 03           | 2015年 5月31日  | 力のすべてを“ペダル”にかけて                           | 弱虫ペダル                              | 自転車 ロードレース | 足立梨花、新城幸也、渡辺航 田中誠、大宮政志 石上優大、栗村修、永田実               | 山下大輝 安元洋貴                              |
| 04           | 6月28日         | 体操・内村航平 金メダルの秘密                          | ガンバ!Fly high                         | 体操                | 内村航平、田中理恵、森末慎二 菊田洋之、福本和紀、市場俊之                          | 阪口大助 石川界人                              |
| 05           | 8月9日          | 高校野球100年                                          | 巨人の星                                | 野球                | 桑田真澄、髙橋朋己、川崎のぼる ひぐちアサ、宮本大人 高畑好秀、三浦祐太朗           | 古谷徹 代永翼                                  |
| 05           | 8月9日          | 高校野球100年                                          | おおきく振りかぶって                    | 野球                | 桑田真澄、髙橋朋己、川崎のぼる ひぐちアサ、宮本大人 高畑好秀、三浦祐太朗           | 古谷徹 代永翼                                  |
| 06           | 9月27日         | 青春と恋愛とスポーツと! あだち充の世界                 | タッチ                                  | 野球                | 藤浪晋太郎、三浦大輔、里崎智也 片岡安祐美、藤本隆宏 市原武法、杉井ギサブロー       | 日髙のり子 三ツ矢雄二                          |
| 06           | 9月27日         | 青春と恋愛とスポーツと! あだち充の世界                 | H2                                      | 野球                | 藤浪晋太郎、三浦大輔、里崎智也 片岡安祐美、藤本隆宏 市原武法、杉井ギサブロー       | 日髙のり子 三ツ矢雄二                          |
| 06           | 9月27日         | 青春と恋愛とスポーツと! あだち充の世界                 | ラフ                                    | 水泳                | 藤浪晋太郎、三浦大輔、里崎智也 片岡安祐美、藤本隆宏 市原武法、杉井ギサブロー       | 日髙のり子 三ツ矢雄二                          |
| 07           | 12月20日        | 拳に込めた“あしたへの一歩”                             | あしたのジョー                          | ボクシング          | 村田諒太、具志堅用高 内山高志、井上尚弥、大橋秀行 ちばてつや、森川ジョージ         | あおい輝彦 喜安浩平                            |
| 07           | 12月20日        | 拳に込めた“あしたへの一歩”                             | はじめの一歩                            | ボクシング          | 村田諒太、具志堅用高 内山高志、井上尚弥、大橋秀行 ちばてつや、森川ジョージ         | あおい輝彦 喜安浩平                            |
| 08           | 2016年 1月31日  | 柔道・野村 “背負い”の秘密                              | 柔道部物語                              | 柔道                | 野村忠宏、古賀稔彦 小林まこと、吉村和真                                            | 石川界人 山下大輝                              |
| 第2シリーズ  |                 |                                                        |                                         |                     |                                                                                    |                                                |
| 09           | 11月11日        | 仲間とつなげ! 世界の“頂”まで                           | ハイキュー!!                            | バレーボール        | 柳田将洋、山内晶大、関田誠大 大林素子、本田佑行、日笠智之                          | 木村良平 村瀬歩                                |
| 09           | 11月11日        | 仲間とつなげ! 世界の“頂”まで                           | アタックNo.1                            | バレーボール        | 柳田将洋、山内晶大、関田誠大 大林素子、本田佑行、日笠智之                          | 木村良平 村瀬歩                                |
| 10           | 11月25日        | 山においでよ! 山岳マンガ『岳』の誘い                   | 岳 みんなの山                           | 登山                | 石塚真一、平山ユージ 伊藤伴、山口孝、細萱敦                                        | 草尾毅 山下大輝                                |
| 11           | 12月2日         | ジャイアントキリングを起こせ! 日本サッカー新時代へ     | GIANT KILLING                           | サッカー            | 佐藤寿人、小林悠、中山雄太 下平隆宏、松木安太郎                                    | 関智一 浅野真澄 置鮎龍太郎 水島大宙            |
| 12           | 12月9日         | 誰だってヒーローになれる! キン肉マンが教えてくれたこと | キン肉マン                              | プロレス 格闘技     | 棚橋弘至 千代大龍秀政、浜口京子                                                    | 神谷明 清野茂樹                                |
| 13           | 12月16日        | なぎなたで輝け! マンガと女子高生の熱き絆               | あさひなぐ                              | なぎなた            | こざき亜衣                                                                         | 佐藤政道                                       |
| 14           | 2017年 1月6日   | 思いをつなげ! 駅伝のチカラ                             | 奈緒子                                  | 駅伝                | 和田正人、高橋しん 中澤秀樹、上田誠仁                                              | 三石琴乃                                       |
| 14           | 2017年 1月6日   | 思いをつなげ! 駅伝のチカラ                             | かなたかける                            | 駅伝                | 和田正人、高橋しん 中澤秀樹、上田誠仁                                              | 三石琴乃                                       |
| 15           | 1月13日         | 2.74メートルの大宇宙                                   | ピンポン                                | 卓球                | 松下浩二、松平健太、堀靖樹 曽利文彦、今枝一郎、木造勇人                            | 片山福十郎 内山昂輝 咲野俊介 木村昴            |
| 16           | 1月20日         | 夢をカタチに! 究極の肉体表現“バレエ”                   | アラベスク                              | バレエ              | 上野水香、須田亜香里 槇村さとる、横里隆 斎藤友佳理、根岸美凪                       | 小原雅人                                       |
| 17           | 2月3日          | 面白くて熱い! マキバオーが教えてくれた“競馬”           | みどりのマキバオー                      | 競馬                | 高田潤、武豊、つの丸                                                               | 山崎岳彦 犬山イヌコ 玄田哲章 桜井敏治 堀総士郎 |
| 18           | 2月10日         | 白熱大相撲! 強さを生むライバルとマンガ                 | うっちゃれ五所瓦                        | 相撲                | 琴奨菊和弘、千代丸一樹 千代鳳祐樹、佐藤タカヒロ                                    | 木村昴 細谷佳正                                |
| 18           | 2月10日         | 白熱大相撲! 強さを生むライバルとマンガ                 | バチバチ                                | 相撲                | 琴奨菊和弘、千代丸一樹 千代鳳祐樹、佐藤タカヒロ                                    | 木村昴 細谷佳正                                |
| 19           | 2月17日         | より速く、より高く、より遠くへ めざせ陸の王者!         | デカスロン                              | 十種競技            | 武井壮、中村明彦、村山広 松田克彦、繁田進                                          | 田中真弓 村瀬歩                                |
| 20           | 3月3日          | 歩み続けろ、世界の頂点へ! テニス新時代                 | ベイビーステップ                        | テニス              | 日比野菜緒、今井慎太郎 沢松奈生子、佐藤雅幸、笠原康樹 勝木光、千葉素久、増田健太郎 | 村田太志 寿美菜子                              |
| 21           | 3月17日         | ライバルと、自然と、自分に勝て!                        | 風の大地                                | ゴルフ              | 石川遼、坂田信弘、かざま鋭二                                                       |                                                |
| 22           | 3月24日         | 魅せるゴルフ! 楽しむゴルフ!                            | オーイ!とんぼ                           | ゴルフ              | 成田美寿々、かわさき健、古沢優 川崎のぼる、中村信隆                                | 高山みなみ                                     |
| 23           | 3月31日         | 不屈のアスリート インタビュースペシャル                | SLAM DUNK                               | バスケットボール    | 田臥勇太                                                                           | 村瀬歩 石川界人                                |
| 23           | 3月31日         | 不屈のアスリート インタビュースペシャル                | キャプテン翼                            | サッカー            | 遠藤保仁                                                                           | 村瀬歩 石川界人                                |
| 23           | 3月31日         | 不屈のアスリート インタビュースペシャル                | ONE PIECE                               | レスリング          | 土性沙羅                                                                           | 村瀬歩 石川界人                                |
| 23           | 3月31日         | 不屈のアスリート インタビュースペシャル                | MAJOR                                   | 野球                | 高橋昂也                                                                           | 村瀬歩 石川界人                                |
| 23           | 3月31日         | 不屈のアスリート インタビュースペシャル                | ハイキュー!!                            | バレーボール        | 川合俊一                                                                           | 村瀬歩 石川界人                                |
| 第3シリーズ  |                 |                                                        |                                         |                     |                                                                                    |                                                |
| 24           | 2017年 11月11日 | 復活                                                   | SLAM DUNK                               | バスケットボール    | 京谷和幸                                                                           | 豊永利行 村瀬歩                                |
| 24           | 2017年 11月11日 | 復活                                                   | モーメント 永遠の一瞬                   | フィギュアスケート  | 槇村さとる                                                                         | 豊永利行 村瀬歩                                |
| 25           | 11月24日        | 指導者                                                 | ガラスの仮面 （影響を受けた漫画）       | 新体操              | 山﨑浩子                                                                           | 村瀬歩 石川界人                                |
| 25           | 11月24日        | 指導者                                                 | アタックNo.1 （鬼監督が共感するマンガ） | ソフトボール        | 宇津木妙子                                                                         | 村瀬歩 石川界人                                |
| 25           | 11月24日        | 指導者                                                 | キャプテン翼                            | サッカー            | 前園真聖                                                                           | 村瀬歩 石川界人                                |
| 26           | 12月8日         | スポーツマネー                                         | グラゼニ                                | 野球                | 今江年晶、小林公太、森高夕次                                                       | 豊永利行 中村悠一                              |
| 26           | 12月8日         | スポーツマネー                                         | F                                       | 自動車競技          | 佐藤琢磨                                                                           | 豊永利行 中村悠一                              |
| 27           | 12月15日        | 引退                                                   | キャプテン                              | 野球                | 山本昌                                                                             | 村瀬歩 石川界人                                |
| 27           | 12月15日        | 引退                                                   | はじめの一歩                            | ボクシング          | 内藤大助                                                                           | 村瀬歩 石川界人                                |
| 28           | 2018年 1月12日  | 必殺技                                                 | 修羅の門                                | 柔道                | 高藤直寿                                                                           | 中村悠一 入野自由                              |
| 28           | 2018年 1月12日  | 必殺技                                                 | MAJOR                                   | 野球                | 姫野龍太郎、里崎智也                                                               | 中村悠一 入野自由                              |
| 28           | 2018年 1月12日  | 必殺技                                                 | 愛のアランフェス                        | フィギュアスケート  | 伊藤みどり                                                                         | 中村悠一 入野自由                              |
| 29           | 3月30日         | スーパーサブ                                           | ダイヤのA                               | 野球                | 藤浪晋太郎、澤田圭佑                                                               | 村瀬歩 逢坂良太                                |
| 29           | 3月30日         | スーパーサブ                                           | SLAM DUNK                               | リレー走            | 藤光謙司                                                                           | 村瀬歩 逢坂良太                                |